# جورج كروسبي
جورج كروسبي (بالإنجليزية: George Crosby)‏ هو لاعب كرة قاعدة أمريكي، ولد في 1 سبتمبر 1857، وتوفي في 9 يناير 1913 في سان فرانسيسكو في الولايات المتحدة.